# Der alte Fritz - 2. Ausklang
Der alte Fritz - 2. Ausklang è un film del 1928 diretto e prodotto da Gerhard Lamprecht. È la seconda parte di un dittico che comprende anche Der alte Fritz - 1. Friede: i due film propongono la biografia di Federico il Grande - soprannominato der alte Fritz (il vecchio Fritz) - e fanno parte di un genere di pellicole che, in Germania, vennero convenzionalmente chiamate Fridericus-Rex-Filme, tutte dedicate alla figura del re prussiano. Gran parte di questi film fu interpretata, per la sua grande somiglianza con Federico, dall'attore Otto Gebühr.

## Produzione
Il film fu prodotto da Gerhard Lamprecht con la sua compagnia, la Gerhard Lamprecht Filmproduktion GmbH. Venne girato nei National-Atelier di Berlin-Tempelhof.

## Distribuzione
Distribuito dalla National-Film, uscì nelle sale cinematografiche tedesche il 28 gennaio 1928 presentato in prima a Berlino all'Ufa-Palast am Zoo.